# IOS 13
iOS 13 è la tredicesima versione del sistema operativo per dispositivi mobili iOS, sviluppato da Apple e successore di iOS 12. È stato annunciato alla Worldwide Developers Conference il 3 giugno 2019. Lo stesso giorno ne è stata pubblicata la prima versione beta. Il 10 settembre è stata pubblicata la versione Golden Master. La versione finale è stata rilasciata al pubblico il 19 settembre 2019, mentre la versione 13.1 ufficiale, prevista inizialmente per il 30 settembre, è stata anticipata al 24 settembre.

## Caratteristiche

### Prestazioni
Con iOS 13 la dimensione di ogni app è stata ridotta fino al 101%, gli aggiornamenti sono più leggeri del 60% e, allo stesso tempo, vantano una velocità di apertura doppia rispetto a quanto garantiva la precedente versione di iOS.

### Modalità scura
Con iOS 13 è stata introdotta la nuova modalità che ricrea l'interfaccia con colori scuri già presente da macOS Mojave in poi, ed è possibile attivarla manualmente dalle impostazioni o direttamente dal Centro di controllo, oppure renderla automatica in base all'alba e al tramonto o su un determinato arco orario a scelta. Allo stesso tempo, i nuovi sfondi ottimizzati per tale modalità si adeguano automaticamente all'attuale interfaccia adottata.

### Accedi con Apple
Con iOS 13 è possibile utilizzare il proprio Apple ID per la registrazione e l'accesso sui altri siti con la possibilità di mantenere segreta la propria identità; è il server di iCloud a gestire il login in altri siti e, secondo le preferenze dell'utente, viene creato un indirizzo e-mail codificato, casuale e diverso per ogni sito, che inoltra eventuali comunicazioni dei siti alla propria mail personale senza rivelare il reale indirizzo di e-mail.

### Promemoria
Promemoria ha un'interfaccia rinnovata e consentirà di creare e modificare i promemoria in maniera più intelligente, con ancora più opzioni per organizzarli e monitorarli. Nella barra si possono aggiungere facilmente orari, date, luoghi, tag e allegati. Grazie a una maggiore integrazione con Messaggi, inoltre, è più facile etichettare un contatto in un promemoria, che apparirà quando l’utente scambierà messaggi con quella persona.

### Messaggi
Messaggi può condividere in automatico il nome e la foto degli utenti, oppure memoji e animoji personalizzate, per capire al volo chi partecipa alla conversazione. Le memoji vengono raccolte automaticamente in set di adesivi integrati nella tastiera iOS e possono essere usate in Messaggi, Mail e altre app. Le memoji sfoggiano novità per pettinature, cappelli, trucco, piercing e accessori.

### File
L’app File offre ora la possibilità di condividere cartelle con iCloud Drive e accedere ai file da dispositivi di archiviazione esterna, come schede SD e unità flash USB.

### Salute
L’app Salute viene completamente ridisegnata graficamente e adesso consente di tracciare, visualizzare e prevedere il ciclo mestruale e, tramite Apple Watch, la soglia di rumore ambientale.

### Siri
Con gli AirPods (seconda generazione), Siri legge i messaggi dall’app Messaggi, o da qualsiasi altra app di messaging con supporto per SiriKit, non appena arrivano. Una nuova funzione di condivisione audio permette di guardare un film o condividere una canzone con gli amici semplicemente avvicinando un altro paio di AirPods all’iPhone o all’iPad. Grazie a Controllo vocale, gli utenti possono utilizzare iPhone, iPad o Mac semplicemente usando la voce. Con la più recente tecnologia di riconoscimento vocale di Siri, Controllo vocale offre una trascrizione e una modifica ancora più accurata dei testi.

### CarPlay
CarPlay è stato ampiamente aggiornato e integra ora un nuovo Dashboard per visualizzare musica, mappe e altri contenuti in una vista singola, una nuova app Calendario e il supporto Siri per app di navigazione e audio di altri sviluppatori.

### HomePod
HomePod è in grado di distinguere le diverse voci dei componenti del nucleo familiare, per rispondere a richieste personali come messaggi, musica e non solo. Con la radio live, Siri può accedere a oltre 100.000 stazioni radio da iHeartRadio, radio.com e TuneIn, mentre il nuovo timer spegne la musica dopo un dato periodo di tempo. Con Handoff gli utenti possono trasferire facilmente musica, podcast e telefonate su HomePod quando arrivano a casa.

### Altre novità
- QuickPath consente di digitare facilmente con una mano sulla tastiera iOS sfiorando le lettere di una parola senza rilasciare il dito.
- L'editing del testo è stato ottimizzato: ora è più facile scorrere documenti, spostare il cursore e selezionare testi con maggiore precisione.
- Vengono ridisegnati i simboli dell'interfaccia utente, con l'uso del nuovo framework di icone SF Symbols.[4]
- Dov'è permette il monitoraggio della posizione remota di dispositivi iOS, personal computer Mac, Apple Watch e AirPods.

## Dispositivi supportati
Per questa versione di iOS, Apple ha incluso nel supporto i dispositivi con almeno 2 GB di RAM:

### iPhone
- iPhone 6S / iPhone 6S Plus
- iPhone SE di prima generazione
- iPhone 7 / iPhone 7 Plus
- iPhone 8 / iPhone 8 Plus
- iPhone X
- iPhone XR
- iPhone XS / iPhone XS Max
- iPhone 11
- iPhone 11 Pro / iPhone 11 Pro Max
- iPhone SE di seconda generazione

### iPod touch
- iPod touch (settima generazione)

### iPad
Il sistema operativo per iPad è stato rinominato iPadOS.

### HomePod
iOS 13 è il sistema operativo che controlla l'altoparlante HomePod.

### Dispositivi a 64-bit esclusi
I dispositivi con supporto ad iOS 12 ma con una capacità di 1 GB di memoria RAM (iPhone 5s, iPhone 6 e iPod touch 6ª generazione) sono esclusi dall'aggiornamento ad iOS 13.

## Aggiornamenti
| Versione                         | Data di rilascio  | Caratteristiche |
| -------------------------------- | ----------------- | --- |
| 13.0 Developer Beta              | 3 giugno 2019     | Prima versione beta per sviluppatori di iOS 13. |
| 13.0 Developer Beta 2            | 17 giugno 2019    | Seconda versione beta per sviluppatori di iOS 13. Migliorie generali, alla stabilità e alle prestazioni. |
| 13.0 Public Beta                 | 24 giugno 2019    | Prima versione beta pubblica di iOS 13. Migliorie generali, alla stabilità e alle prestazioni. Build equivalente a 13.0 Developer Beta 2. |
| 13.0 Developer Beta 3            | 2 luglio 2019     | Terza versione beta per sviluppatori di iOS 13. Migliorie generali, alla stabilità e alle prestazioni. Aggiornamento non disponibile per iPhone 7 e iPhone 7 Plus. |
| 13.0 Developer Beta 3 Aggiornata | 8 luglio 2019     | Terza versione beta per sviluppatori di iOS 13 aggiornata. Migliorie generali, alla stabilità e alle prestazioni. Aggiornamento disponibile anche per iPhone 7 e iPhone 7 Plus. |
| 13.0 Public Beta 2               | 8 luglio 2019     | Seconda versione beta pubblica di iOS 13. Migliorie generali, alla stabilità e alle prestazioni. Build equivalente a 13.0 Developer Beta 3 Aggiornata. |
| 13.0 Developer Beta 4            | 17 luglio 2019    | Quarta versione beta per sviluppatori di iOS 13. Migliorie generali, alla stabilità e alle prestazioni. |
| 13.0 Public Beta 3               | 18 luglio 2019    | Terza versione beta pubblica di iOS 13. Migliorie generali, alla stabilità e alle prestazioni. Build equivalente a 13.0 Developer Beta 4. |
| 13.0 Developer Beta 5            | 29 luglio 2019    | Quinta versione beta di iOS 13 per sviluppatori. - Solo per iPadOS, è possibile aumentare la densità delle icone nella Home (le icone possono essere più grandi o in maggior quantità); - Le preferenze di condivisione sono state facilitate; - Aggiustamenti a CarPlay; - Nuove schermate di benvenuto in Salute e Messaggi; - Il comando scorrevole del volume è più incrementale e include feedback aptico, mentre lo stesso comando è più spesso; - Sei nuovi sfondi sfumati sostituiscono i precedenti sfondi presentati con le versioni beta precedenti; - Altre piccole correzioni. |
| 13.0 Public Beta 4               | 30 luglio 2019    | Quarta versione beta pubblica di iOS 13. Build equivalente a 13.0 Developer Beta 5. |
| 13.0 Developer Beta 6            | 7 agosto 2019     | Sesta versione beta per sviluppatori di iOS 13. Migliorie generali, alla stabilità e alle prestazioni. |
| 13.0 Public Beta 5               | 8 agosto 2019     | Quinta versione beta pubblica di iOS 13. Build equivalente a 13.0 Developer Beta 6. |
| 13.0 Developer Beta 7            | 15 agosto 2019    | Settima versione beta per sviluppatori di iOS 13. Migliorie generali, alla stabilità e alle prestazioni. |
| 13.0 Public Beta 6               | 16 agosto 2019    | Sesta versione beta pubblica di iOS 13. Build equivalente a 13.0 Developer Beta 7. |
| 13.0 Developer Beta 8            | 21 agosto 2019    | Ottava versione beta per sviluppatori di iOS 13. Migliorie generali, alla stabilità e alle prestazioni. |
| 13.0 Public Beta 7               | 22 agosto 2019    | Settima versione beta pubblica di iOS 13. Build equivalente a 13.0 Developer Beta 8. |
| 13.1 Developer Beta              | 27 agosto 2019    | Prima versione beta per sviluppatori di iOS 13.1. Migliorie generali, alla stabilità e alle prestazioni. |
| 13.1 Public Beta                 | 28 agosto 2019    | Prima versione beta pubblica di iOS 13.1. Migliorie generali, alla stabilità e alle prestazioni. Build equivalente a 13.1 Developer Beta. |
| 13.1 Developer Beta 2            | 4 settembre 2019  | Seconda versione beta per sviluppatori di iOS 13.1. Migliorie generali, alla stabilità e alle prestazioni. |
| 13.1 Public Beta 2               | 4 settembre 2019  | Seconda versione beta pubblica di iOS 13.1. Migliorie generali, alla stabilità e alle prestazioni. Build equivalente a 13.1 Developer Beta 2. |
| 13.0 Golden Master               | 10 settembre 2019 | Versione Golden Master equivalente alla versione definitiva che verrà rilasciata il 19 Settembre al pubblico. |
| 13.0                             | 19 settembre 2019 | Versione definitiva disponibile al pubblico. |
| 13.1                             | 24 settembre 2019 | Primo aggiornamento, rilasciato a 5 giorni dalla prima versione pubblica definitiva, come anticipato da Apple, e che introduce la condivisione automatica del tempo stimato di arrivo in Mappe con invio di un messaggio a contatti scelti, e Automazione di Comandi. |
| 13.1.1                           | 27 settembre 2019 | L'aggiornamento include correzioni di errori e miglioramenti. |
| 13.1.2                           | 30 settembre 2019 | L'aggiornamento include correzioni di errori e miglioramenti. |
| 13.1.3                           | 15 ottobre 2019   | L'aggiornamento include correzioni di errori e miglioramenti. |
| 13.2                             | 28 ottobre 2019   | Emoji nuove e aggiornate, funzionalità che consente di ascoltare i messaggi tramite gli auricolari AirPods, il supporto degli AirPods Pro, del video sicuro di HomeKit, dei router compatibili con HomeKit e nuove impostazioni della privacy per Siri. L'aggiornamento include correzioni di errori e miglioramenti. |
| 13.2.3                           | 18 novembre 2019  | L'aggiornamento include correzioni di errori e miglioramenti. |
| 13.3                             | 10 dicembre 2019  | Miglioramenti, correzioni di errori e ulteriori controlli parentali in “Tempo di utilizzo”. |
| 13.3.1                           | 28 gennaio 2020   | L'aggiornamento include correzioni di errori e miglioramenti. |
| 13.4                             | 24 marzo 2020     | Introduce la condivisione delle cartelle di iCloud Drive dall’app File e i nuovi adesivi Memoji. L’aggiornamento include correzioni di errori e miglioramenti. |
| 13.4.1                           | 7 aprile 2020     | L'aggiornamento risolve problemi per iPhone. |
| 13.5                             | 20 maggio 2020    | Migliora l'accesso al campo di inserimento del codice sui dispositivi dotati di Face ID quando viene indossata una mascherina. L'aggiornamento include risoluzioni di problemi e altri miglioramenti. Infine, aggiunge le API per il tracciamento COVID-19 da parte di app sanitarie. |
| 13.5.1                           | 1º giugno 2020    | Importanti aggiornamenti di sicurezza. |
| 13.6                             | 15 luglio 2020    | Introduce Apple News+ Audio e correzioni di errori. |
| 13.6.1                           | 12 agosto 2020    | L'aggiornamento risolve problemi per iPhone. |
| 13.7                             | 1º settembre 2020 | Consente di aderire al sistema di notifiche di esposizione COVID-19 senza la necessità di scaricare un’app. Permette la condivisione di iCloud Drive dall'app File. L’aggiornamento contiene anche correzioni di alcuni bug su iPhone. |